# Les Douze Premières Chansons de Léo Ferré
Albums de Léo Ferré
Récital 1969 en public à Bobino
(1969) Amour Anarchie
(1970)
Les Douze Premières Chansons de Léo Ferré est un album de Léo Ferré paru en 1969. L'artiste y reprend ses premières chansons enregistrées en studio en 1950.

## Historique
Ces douze chansons sont les premières à avoir été enregistrées par Léo Ferré en studio. Publiées en 1950 sur support 78 tours par Le Chant du Monde, elles ont été ensuite réenregistrées en 1953 - à l'exception du « Temps des roses rouges » - pour former l'album Chansons de Léo Ferré, paru en 1954.
Léo Ferré a très souvent interprété ces chansons lors de ses concerts. Pour certaines d'entre elles (« La Vie d'artiste », « Le Bateau espagnol », « Le Flamenco de Paris »), il les chantera jusqu'à la fin de sa carrière.

## Titres
Toutes les musiques sont de Léo Ferré. Les textes aussi, sauf indication contraire.
| 1. | À Saint-Germain-des-Prés |                            | 3:16 |
| 2. | Le Flamenco de Paris     |                            | 2:43 |
| 3. | Monsieur Tout-Blanc      |                            | 3:50 |
| 4. | L'Inconnue de Londres    |                            | 3:44 |
| 5. | Les Forains              |                            | 3:46 |
| 6. | La Vie d'artiste         | Léo Ferré & Francis Claude | 2:23 |

| 7.  | La Chanson du scaphandrier | René Baer                  | 2:00 |
| 8.  | L'Esprit de famille        |                            | 3:13 |
| 9.  | Barbarie                   |                            | 3:19 |
| 10. | Le Temps des roses rouges  |                            | 3:19 |
| 11. | Le Bateau espagnol         |                            | 3:39 |
| 12. | L'Île Saint-Louis          | Léo Ferré & Francis Claude | 3:57 |

## Production
- Arrangements et direction musicale : Jean-Michel Defaye
- Prise de son : Gerhard Lehner
- Coordination musicale : Pierre Chaillé
- Supervision : Richard Marsan
- Crédits visuels : Patrick Ullmann